# Satz von Lusin-Denjoy
Der Satz von Lusin-Denjoy ist einer der klassischen Sätze des mathematischen Teilgebiets der Analysis. Er geht auf zwei im Jahre 1912 in ein und derselben Fachzeitschrift nebeneinander veröffentlichte Arbeiten zurück, die von den beiden Mathematikern Nikolai Nikolajewitsch Lusin und Arnaud Denjoy eingereicht wurden. Der Satz behandelt und klärt die wichtige Frage des Konvergenzverhaltens der reellen trigonometrischen Reihen.

## Formulierung des Lusin-Denjoy'schen Satzes
Er lässt sich folgendermaßen formulieren:
Im Körper der reellen Zahlen sei eine Lebesgue-messbare Punktmenge {\displaystyle X\subseteq \mathbb {R} } von positivem Lebesgue-Maß {\displaystyle \lambda (X)} gegeben.
Weiter sei
{\displaystyle s(x)={\frac {a_{0}}{2}}+\sum _{k=1}^{\infty }\left(a_{k}\cos(kx)+b_{k}\sin(kx)\right)\;(x\in X)}
eine trigonometrische Reihe auf {\displaystyle X} mit aus reellen Zahlen bestehenden Koeffizientenfolgen {\displaystyle \left(a_{k}\right)_{k=0,1,2,3,\ldots }} und {\displaystyle \left(b_{k}\right)_{k=1,2,3,\ldots }}.
Dann gilt:
Notwendig und hinreichend für die absolute Konvergenz der Reihe {\displaystyle s(x)} ist, dass die beiden zugehörigen Koeffizientenreihen
{\displaystyle A=\sum _{k=1}^{\infty }{a_{k}}}
und
{\displaystyle B=\sum _{k=1}^{\infty }{b_{k}}}
beide absolut konvergieren.

### Anmerkung zum Beweis
Beim Beweis des Satzes von Lusin-Denjoy liegt, wie der italienische Mathematiker Francesco Giacomo Tricomi in seinen Vorlesungen über Orthogonalreihen hervorhebt, die eigentliche Schwierigkeit und der wesentliche Beweisschritt in dem Nachweis, dass – unter den genannten Voraussetzungen! – aus der absoluten Konvergenz der gegebenen trigonometrischen Reihe {\displaystyle s(x)} notwendigerweise schon die absolute Konvergenz der beiden zugehörigen Koeffizientenreihen {\displaystyle A} und {\displaystyle B} folgt. Bei diesem Beweisschritt ist gemäß Tricomi ein Hilfssatz aus der reellen Maßtheorie bedeutsam, der im Wesentlichen folgendes besagt:
Ist {\displaystyle X\subseteq \mathbb {R} } eine Lebesgue-messbare reelle Punktmenge von positivem Lebesgue-Maß und ist auf dieser eine Lebesgue-messbare reelle Funktion {\displaystyle f\colon X\to \mathbb {R} } gegeben, so gibt es zu jeder vorgegebenen positiven reellen Zahl {\displaystyle {\lambda }^{*}<\lambda (X)}  eine Lebesgue-messbare reelle Punktmenge {\displaystyle X^{*}\subseteq X}, die einerseits ein Lebesgue-Maß {\displaystyle \lambda (X^{*})>{\lambda }^{*}} hat und für die andererseits die Einschränkung {\displaystyle f|_{X^{*}}} eine beschränkte Funktion ist.

## Unmittelbare Folgerungen
Mit dem Satz von Lusin-Denjoy gewinnt man unmittelbar die folgenden beiden Korollare:
 (I) Wenn unter den genannten Voraussetzungen die trigonometrische Reihe {\displaystyle s(x)} auch nur auf irgend einem Intervall {\displaystyle I\subseteq X} von positiver Länge absolut konvergent ist, so ist {\displaystyle s(x)} auch schon auf ganz {\displaystyle X} absolut konvergent.
 (II) Wenn eine trigonometrische Reihe {\displaystyle s(x)}  auf einer beliebigen Punktmenge {\displaystyle X\subseteq \mathbb {R} } absolut konvergiert, so konvergiert {\displaystyle s(x)} auch schon absolut und gleichmäßig auf jedem darin gelegenen Intervall positiver Länge.

## Verwandter Satz
Eng verbunden mit dem Lusin-Denjoy'schen Satz ist der Satz von Cantor-Lebesgue, der nach den beiden Mathematikern Georg Cantor und Henri Lebesgue benannt ist. Dieser Satz greift die verwandte Frage auf, inwieweit das Konvergenzverhalten einer trigonometrischen Reihe das Konvergenzverhalten der zugehörigen Koeffizientenfolgen beeinflusst. Er besagt nämlich:
Sind die allgemeinen Voraussetzungen des Satzes von Lusin-Denjoy erfüllt und sind hier für {\displaystyle x\in X} die Partialsummen von {\displaystyle s(x)} durchweg Nullfolgen, so sind die beiden Koeffizientenfolgen {\displaystyle \left(a_{k}\right)_{k=0,1,2,3,\ldots }} und {\displaystyle \left(b_{k}\right)_{k=1,2,3,\ldots }} ebenfalls Nullfolgen. Dies ist insbesondere der Fall, wenn die {\displaystyle s(x)} auf {\displaystyle X} konvergieren.